# Giorgi Margwelaszwili

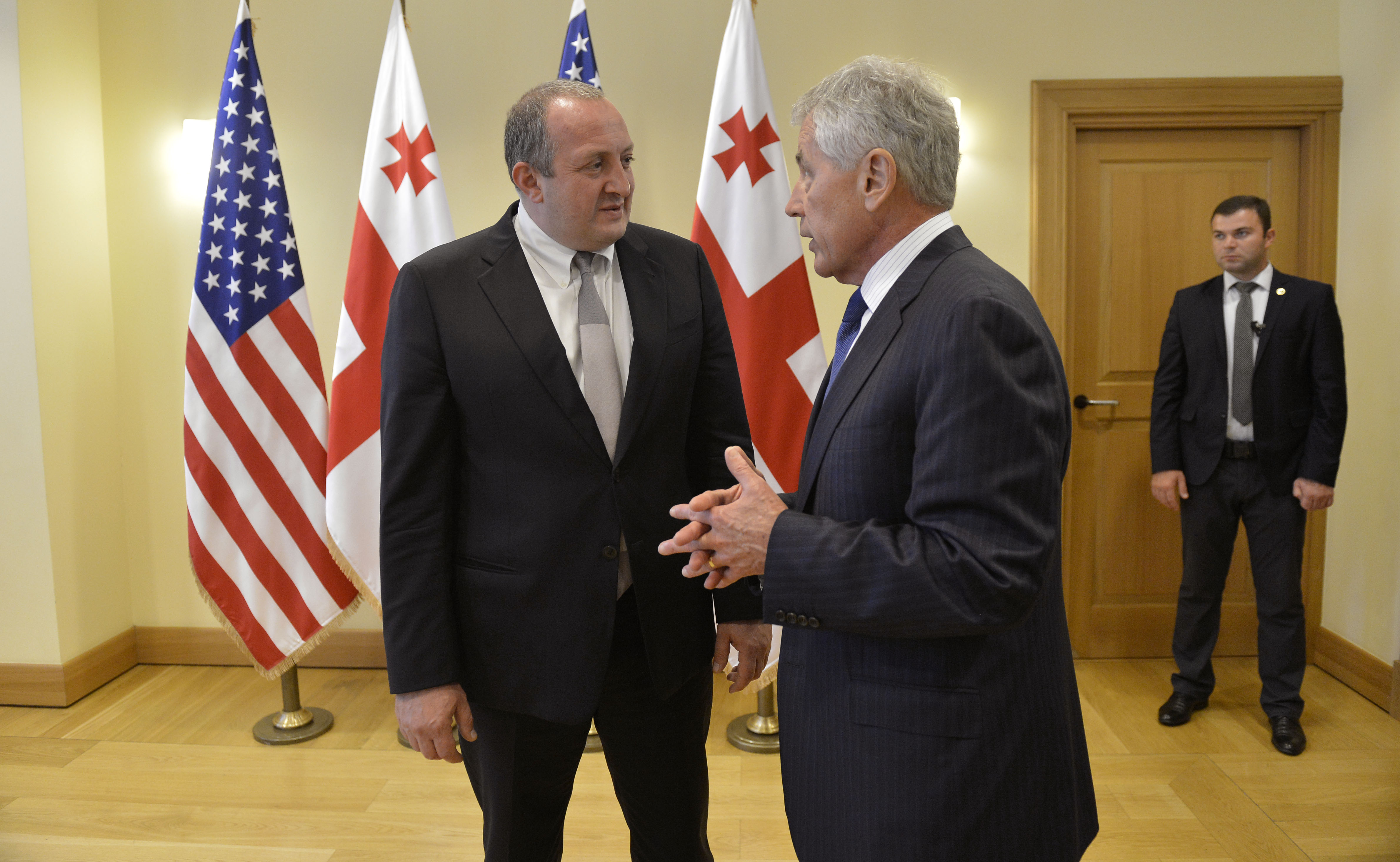
Giorgi Margwelaszwili i Chuck Hagel, 7 września 2014

Giorgi Margwelaszwili (gruz. გიორგი მარგველაშვილი; ur. 4 września 1969 w Tbilisi) – gruziński polityk, minister edukacji i nauki w latach 2012–2013, od 17 listopada 2013 do 16 grudnia 2018 prezydent Gruzji.

## Życiorys
Z wykształcenia jest doktorem filozofii, studia ukończył na Uniwersytecie Państwowym w Tbilisi. Po studiach pracował jako przewodnik górski na Kaukazie. Od 1995 do 2000 pracował w Narodowym Instytucie Demokratycznym w Tbilisi. W latach 2000–2006 i 2010–2012 był rektorem Gruzińskiego Instytutu Spraw Publicznych w Tbilisi.
W czasie kampanii wyborczej przed wyborami parlamentarnymi w 2012 nie brał bezpośredniego udziału w działaniach Gruzińskiego Marzenia, jednak występował w mediach opozycyjnych wobec prezydenta Micheila Saakaszwilego, wyrażając swoje poparcie dla Bidziny Iwaniszwilego.
Po sukcesie wyborczym Gruzińskiego Marzenia wszedł do rządu Iwaniszwilego jako minister edukacji i nauki. Od tego momentu był regularnie wymieniany jako jeden z potencjalnych przyszłych kandydatów w planowanych na jesień 2013 wyborach prezydenckich. W kwietniu 2013 kontrowersje wzbudziła jego zapowiedź opłacenia przez państwo podręczników dla 650 tys. gruzińskich uczniów. W lipcu 2013 odszedł z Ministerstwa Edukacji i Nauki, zastąpiła go Tamar Sanikidze.
Jego kandydaturę wskazał ostatecznie premier Iwaniszwili w maju 2013, stwierdzając również, że minister edukacji należy do jego najbardziej zaufanych współpracowników. Mianował go także wicepremierem po usunięciu z analogicznego stanowiska Irakliego Alasanii. Przed wyborami był określany jako zdecydowany faworyt prezydenckiej elekcji.
Margwelaszwili nie jest członkiem żadnej partii politycznej. Wygrał wybory prezydenckie z 27 października 2013 w I turze uzyskując 62,12% głosów, zostając prezydentem elektem. Urząd prezydenta Gruzji objął 17 listopada 2013. W sierpniu 2018 roku zapowiedział, że nie będzie ubiegał się o reelekcję w wyborach prezydenckich zaplanowanych na 28 października 2018. 16 grudnia 2018 zakończył sprawowanie urzędu prezydenta Gruzji, oddając władzę pierwszej w historii Gruzji kobiecie prezydent.